# Bojowa organizacja generała Kutiepowa
Bojowa organizacja generała Kutiepowa (ros. Боевая организация генерала Кутепова) – emigracyjna tajna organizacja wojskowa o charakterze antysowieckim w składzie Rosyjskiego Związku Ogólnowojskowego w latach 20. XX wieku
Organizacja została utworzona w 1922 r. z inicjatywy gen. Aleksandra P. Kutiepowa. Jej celem była wywiadowcza i terrorystyczna działalność zbrojna na terytorium Rosji bolszewickiej, mająca doprowadzić do wybuchu powstania antysowieckiego. Liczyła kilkudziesięciu członków, głównie młodych rosyjskich oficerów i absolwentów korpusów kadetów. Działała w ramach Rosyjskiego Związku Ogólnowojskowego (ROWS), stanowiąc jego ściśle zakonspirowaną strukturę. Początkowo skupiała się na działaniach wywiadowczych, tworząc siatkę agenturalną. Kiedy w maju 1927 r. wyszła na jaw prowokacja OGPU w postaci operacji "Trust", wymierzona w ROWS, gen. A.P. Kutiepow postanowił zdecydowanie zaktywizować działalność dywersyjną w ZSRR. Miała ona być skierowana przeciwko organom sowieckiej bezpieki i partii komunistycznej. Do Rosji Sowieckiej zaczęły przedostawać się nielegalnie niewielkie grupy agentów organizacji. Zdecydowana ich większość jednak ginęła, najczęściej podczas przekraczania granicy. Największym sukcesem było obrzucenie granatami klubu partyjnego w Leningradzie 7 czerwca 1927 r., w wyniku którego zostało rannych 26 osób. Dokonała tego 3-osobowa grupa na czele z Wiktorem A. Łarionowem, której udało się następnie udanie powrócić na Zachód. 26 stycznia 1930 r. gen. Kutiepow został porwany w Paryżu przez agenta OGPU i przetransportowany do Moskwy, gdzie zmarł w maju tego roku. Jego następcą został gen. Abram M. Dragomirow. Działalność organizacji mocno osłabła. Prowadzono jeszcze przez pewien czas działania wywiadowcze i przerzucano do ZSRR materiały propagandowe o charakterze antysowieckim, aż organizacja rozpadła się.